# Economia do Vietname
A economia do Vietnã, um país em desenvolvimento, está em transição de uma economia planificada para uma economia de mercado desde 1986. Esta mudança fez com que em 2012, as empresas estatais respondessem por aproximadamente apenas 40% do PIB.
Nos últimos anos, as autoridades do país reafirmaram o compromisso com a modernização. Depois de quase completamente arrasado pela guerra do Vietname, nos últimos vinte anos o país se recuperou e expandiu seus setores mais importantes: a agricultura, indústria e mineração. Em janeiro de 2007 o Vietname ingressou na Organização Mundial do Comércio, o que atraiu indústrias mais competitivas e voltadas à exportação. Graças a essas mudanças econômicas o valor total do comércio exterior do Vietname em 2012 dobrou em relação a quando o país aderiu.
A economia do Vietnã cresceu a uma taxa invejável de 6% de 2012 a junho de 2018 e não dá sinais de parar, e em 2017 o país comunista intensificou a repressão à corrupção entre suas empresas estatais para garantir a continuação do milagre econômico, e o esforço ininterrupto do Vietnã para vender, privatizar e operar com mais eficiência suas empresas estatais colaborando assim em diminuir os níveis de corrupção. O país era uma economia fechada inclusive para o mundo comunista durante a guerra fria.

## Atuais reformas econômicas

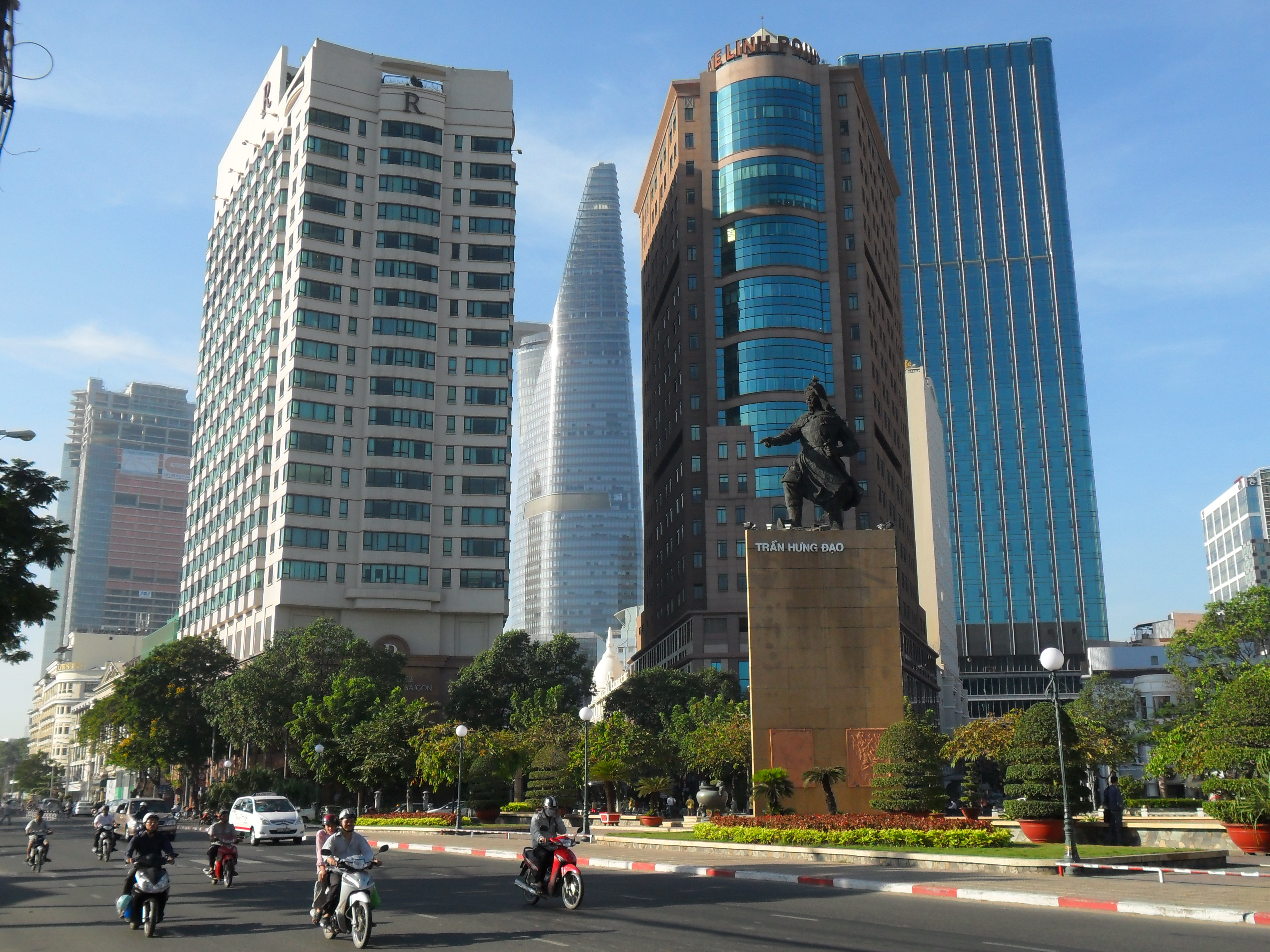
Cidade de Ho Chi Minh, centro financeiro do Vietname.

As reformas econômicas iniciadas no final dos anos 80 contribuíram muito para isso. No setor agrícola, o Vietname tornou-se o maior exportador de arroz do mundo, com uma safra de aproximadamente 40 milhões de toneladas. Outro destaque é a produção de café, onde as 800 mil toneladas permitem ao país ser o segundo maior produtor e exportador do mundo, destacando-se também na produção de chá, banana e pescado.
Na mineração se destacam o carvão e o petróleo, produzidos em grande quantidade, que permitiram um rápido crescimento do setor industrial nos últimos anos.
A indústria se concentra nos três principais núcleos urbanos: Ho Chi Min (indústria têxtil), Hanói (indústria pesada) e Haiphong (indústria naval). Destaca-se também o centro de processamento de alimentos distribuídos em todas as regiões do país.
A "dolarização" (o hábito de usar dólar em transações diárias) diminuiu no Vietname, passando dos 30% em 1990 para 15,80% em 2011 e reduzindo para 12% em agosto de 2013. Neste mesmo ano o Banco Central reduziu a taxa de juros paga, a depósitos em moeda estrangeira, para incentivar as pessoas utilizarem a moeda do local.
Possuindo uma mão-de-obra abundante e barata, com um índice de analfabetismo abaixo de 10% e fontes de energia (carvão, petróleo e grande potencial hidráulico), o país vem atraindo uma boa quantidade de investimentos externos contribuindo para a modernização da economia.
Nos últimos anos o país vem crescendo a uma taxa de 5% ao ano com grande destaque paras exportações, consequentemente foi reduzindo o número de pessoas abaixo da linha de pobreza em aproximadamente 10% da população. Em algumas regiões o crescimento nos últimos 10 anos (2003 - 2012) foi de 11% ao ano, como é o caso da província de Haiphong.
Apesar disso, o Vietname continua ser um país subdesenvolvido, com uma renda per capita baixa (metade da chinesa e um terço da brasileira, dependendo muito dos resultados da agricultura, onde metade da população trabalha.
O Vietname faz parte do tratado internacional chamado APEC (Asia-Pacific Economic Cooperation), um bloco econômico que tem por objetivo transformar o Pacífico numa área de livre comércio e que engloba economias asiáticas, americanas e da Oceania.

## Privatizações
De acordo com o último relatório do Ministério das Finanças sobre a reestruturação de empresas estatais, até o final do ano de 2013, 6.376 empresas estatais foram reestruturadas.
Cinquenta e sete por cento (57%) delas foram privatizadas, dezesseis por cento (16%) foram transformadas em sociedades anônimas uni nominais, seis por cento (6%) foram vendidos, enquanto 405 empresas foram dissolvidas e as outras foram reestruturadas de diferentes maneiras, incluindo fusões.
O Ministério das Finanças disse que a maioria das empresas tornou-se mais saudável, devido à reestruturação. Entre 3576 empresas que foram reestruturadas, oitenta e cinco por cento (85%) têm maior volume de negócios, quase noventa por cento (90%) viram seus lucros aumentarem, e oitenta e seis por cento (86%) têm contribuído com maiores valores para o orçamento do Estado.

## Comércio exterior
Em 2020, o país foi o 19º maior exportador do mundo (US $ 318,2 bilhões, 1,7% do total mundial). Já nas importações, em 2019, foi o 18º maior importador do mundo: US $ 271,1 bilhões.

## Setor primário

### Agricultura
O Vietnã produziu, em 2018:
- 44,0 milhões de toneladas de arroz (5º maior produtor do mundo, somente atrás de China, Índia, Indonésia e Bangladesh);
- 17,9 milhões de toneladas de cana-de-açúcar (16º maior produtor do mundo);
- 14,8 milhões de toneladas de legume;
- 9,8 milhões de toneladas de mandioca (7º maior produtor do mundo);
- 4,8 milhões de toneladas de milho;
- 2,6 milhões de toneladas de castanha de caju (maior produtor do mundo);
- 2,0 milhão de toneladas de banana (20º maior produtor do mundo);
- 1,6 milhões de toneladas de café (2º maior produtor do mundo, somente atrás do Brasil);
- 1,5 milhões de toneladas de coco (6º maior produtor do mundo);
- 1,3 milhões de toneladas de batata doce (9º maior produtor do mundo);
- 1,2 milhões de toneladas de melancia;
- 1,1 milhões de toneladas de borracha natural (3º maior produtor do mundo, somente atrás de Tailândia e Indonésia);
- 852 mil toneladas de laranja (18º maior produtor do mundo);
- 779 mil toneladas de manga (incluindo mangostim e goiaba);
- 654 mil toneladas de abacaxi (12º maior produtor do mundo);
- 270 mil toneladas de chá (6º maior produtor do mundo);

Além de produções menores de outros produtos agrícolas.
Mercadorias como a castanha de caju, o café e o chá são consideradas cash crops, produtos de alto valor que são exportados e geram divisas importantes ao país.

### Pecuária
Em 2018, o Vietnã foi o 5º maior produtor mundial de carne suína (3,8 milhões de toneladas). Neste ano o país também produziu 839 mil toneladas de carne de frango, 334 mil toneladas de carne bovina, 936 milhões de litros de leite de vaca, 20 mil toneladas de mel, entre outros.

## Setor secundário

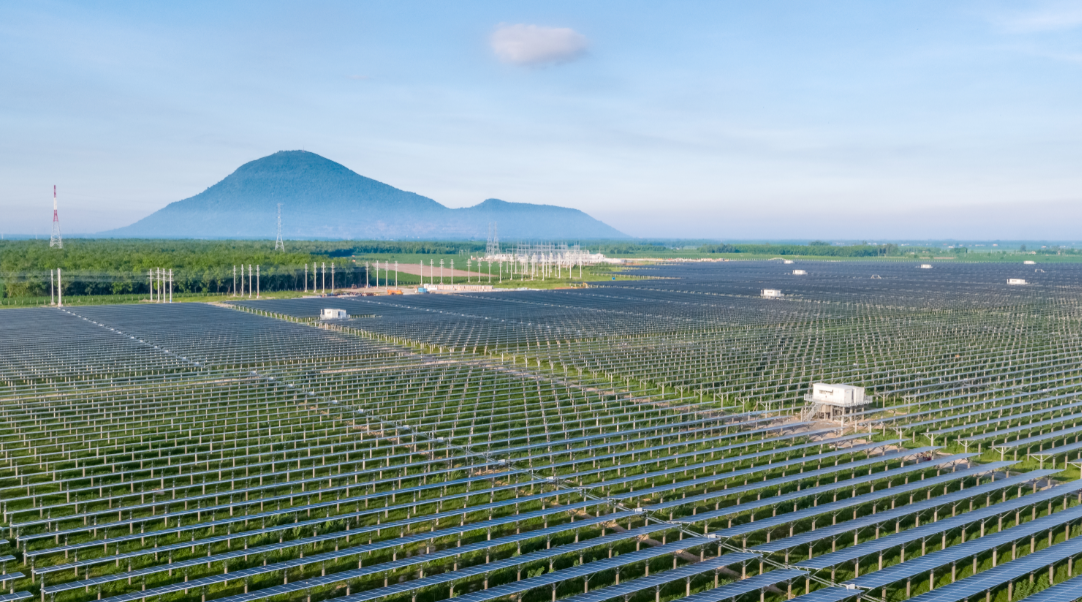
Projeto de energia solar Dau Tieng, visão panorâmica dos trabalhos de instalação em painéis fotovoltaicos.

### Indústria
O Banco Mundial lista os principais países produtores a cada ano, com base no valor total da produção. Pela lista de 2019, o Vietnã tinha a 41ª indústria mais valiosa do mundo (US $ 43,1 bilhões).
Em 2019, o Vietnã era o 33ª maior produtor de veículos do mundo (250 mil) e o 14ª maior produtor de aço (20,1 milhões de toneladas). Em 2016, o país era o 3º maior produtor de calçados do mundo. Em 2018, o país foi o 4º maior produtor mundial de óleo de coco (167 mil toneladas). 
Devido ao crescimento salarial da população chinesa nos últimos anos, o Vietnã vem atraindo várias indústrias que antes estavam instaladas na China, devido à mão-de-obra mais barata e razoável infra-estrutura local. O país vem se tornando uma Mini-China, e, em duas décadas, saiu da situação de ser um país pobre, dependente da agricultura, e já se tornou um país de economia média.

### Mineração
Em 2019, o país era o 9º maior produtor mundial de antimônio; 10º maior produtor mundial de estanho; o 11º maior produtor mundial de bauxita; o 12º maior produtor mundial de titânio; o 13º maior produtor mundial de manganês e o 9º maior produtor mundial de fosfato. O país também é um dos maiores produtores do mundo de rubi, safira, topázio e espinela.

### Energia
Nas energias não-renováveis, em 2020, o país era o 34º maior produtor de petróleo do mundo, extraindo 193,2 mil barris/dia. Em 2019, o país consumia 528 mil barris/dia (32º maior consumidor do mundo). Em 2017, o Vietnã era o 41º maior produtor mundial de gás natural, 9,8 bilhões de m3 ao ano. Em 2019 o país era o 50º maior consumidor de gás (9,9 bilhões de m3 ao ano). Na produção de carvão, o país foi o 18º maior do mundo em 2018: 38,1 milhões de toneladas.
Nas energias renováveis, em 2020, o Vietnã era o 42º maior produtor de energia eólica do mundo, com 0,3 GW de potência instalada, e o 8º maior produtor de energia solar do mundo, com 16,5 GW de potência instalada. Em 2019 o país era o 13º maior do mundo em potência instalada de energia hidroelétrica: 16,8 GW.

## Setor terciário

### Turismo
Em 2018, o Vietnã foi o 26º país mais visitado do mundo, com 15,4 milhões de turistas internacionais. As receitas do turismo, neste ano, foram de US $ 10,0 bilhões.